# 三菱大夕張炭鉱

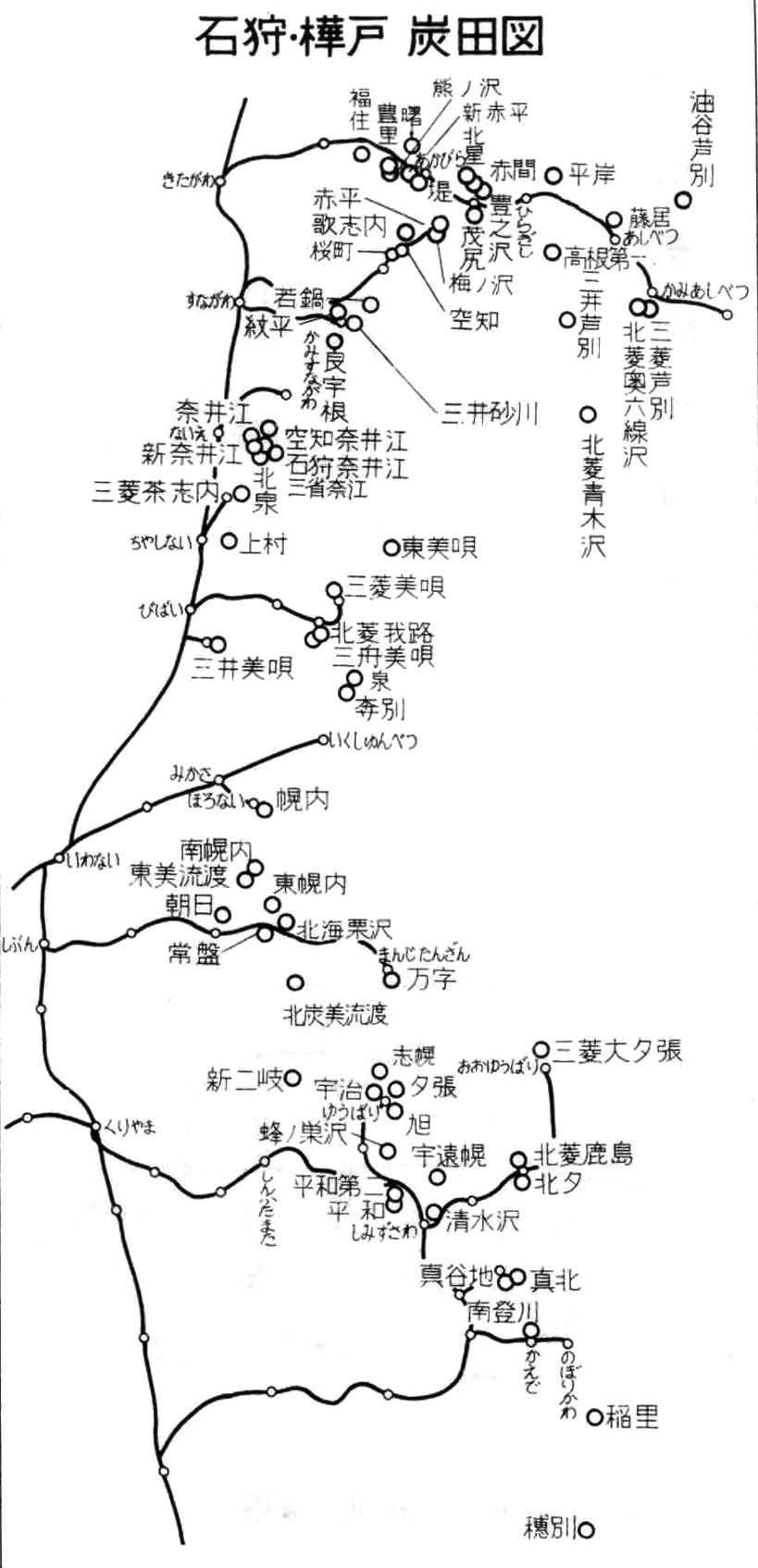
夕張地域の炭鉱地図

三菱大夕張炭鉱（みつびしおおゆうばりたんこう）は北海道夕張市の夕張川上流部で操業していた三菱鉱業経営の炭鉱。
1929年南部地区より移行し、操業開始。優良な鉄鋼コークス用原料炭を産出し最盛期には、年間90万tの石炭を産出した。また、副産品としてコークス、坑内から湧出するメタンガスを原料としたメタノールの製造も行われていた。1970年には隣接する南部地区に新鉱として三菱南大夕張炭鉱が操業を開始し、同炭鉱に生産を集中させる形で1973年に閉山した。南大夕張炭鉱も海外からの低価格の原料炭輸入に抗しきれず1990年に閉山した。

## 歴史
- 1888年 夕張市南部の夕張川川岸に石炭の露頭発見
- 1898年 福山坑試掘開始
- 1906年 京都合資会社が炭坑を買収
- 1907年 大夕張炭鉱会社創立（1916年に三菱合資会社に買収される）
- 1911年 清水沢駅～二股・後の南大夕張駅間に大夕張炭鉱専用鉄道が開通
- 1929年 三菱大夕張炭鉱、北部に操業拠点を移行。三菱鉱業が南大夕張駅～通洞・後の大夕張炭山駅間に専用鉄道を延長・開通
- 1939年 専用鉄道を地方鉄道に改組
- 1966年 三菱南大夕張新炭鉱開発着手
- 1969年 石炭鉱業部門を三菱大夕張炭礦(株)、三菱高島炭礦(株)に分離
- 1970年 三菱南大夕張炭鉱営業出炭開始
- 1973年 三菱大夕張炭鉱閉山、三菱大夕張炭砿大夕張鉄道線一部路線短縮。三菱高島炭礦(株)と合併し三菱石炭鉱業(株)発足
- 1985年 三菱南大夕張炭鉱でガス爆発事故、死者62人。
- 1987年 三菱南大夕張炭鉱の合理化により三菱石炭鉱業大夕張鉄道線廃止
- 1990年 三菱南大夕張炭鉱閉山